# Secteur fortifié de Colmar

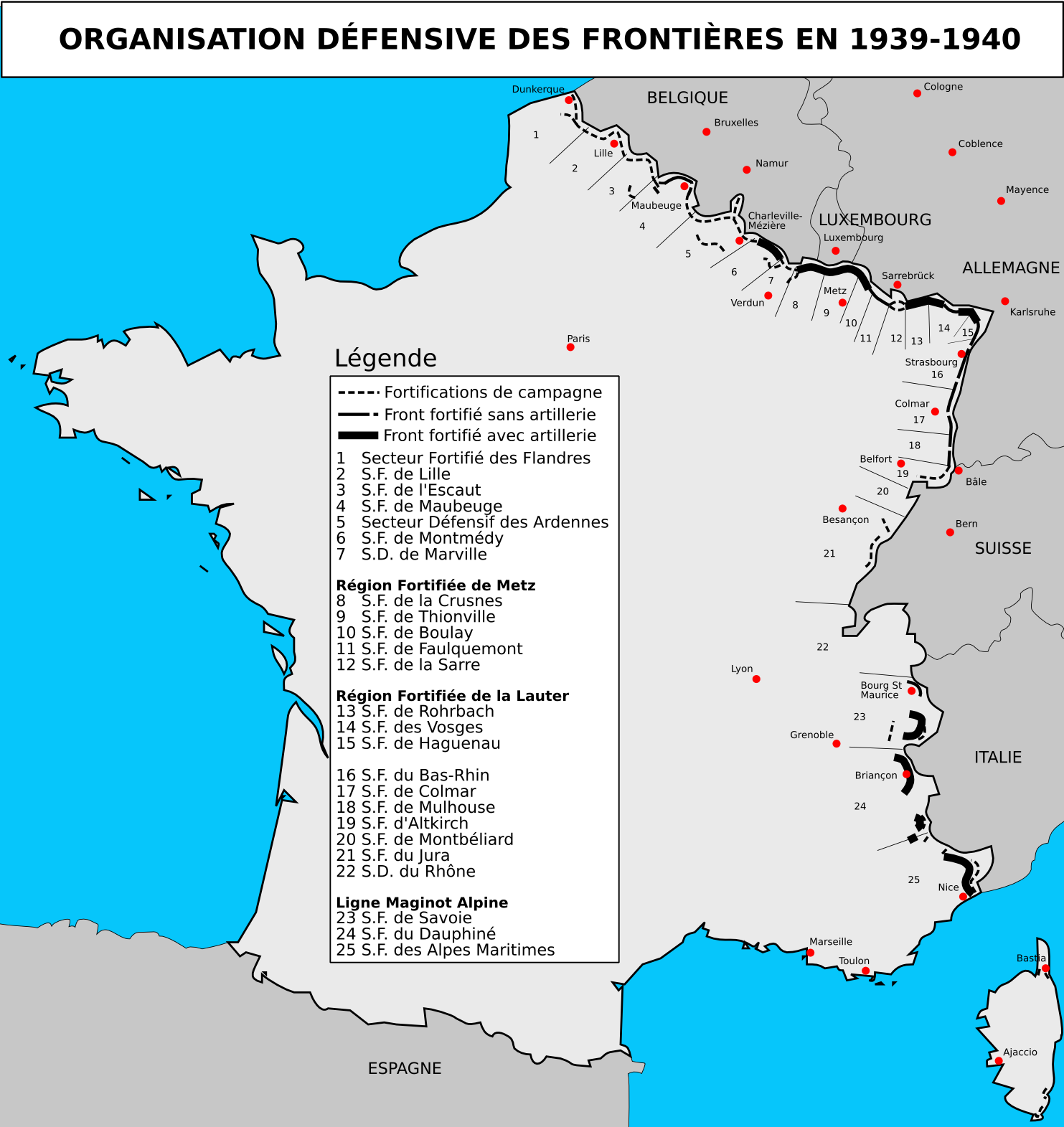
Carte de l'organisation en secteurs de la ligne Maginot.

Le secteur fortifié de Colmar est une partie de la ligne Maginot, situé entre le secteur fortifié du Bas-Rhin au nord et le secteur fortifié de Mulhouse au sud.
Il forme une ligne le long de la rive gauche du Rhin, protégeant la ville de Colmar, entre Sundhouse (dans le Bas-Rhin) et Blodelsheim (dans le Haut-Rhin). Les fortifications du secteur sont composées essentiellement de casemates d'infanterie le long du fleuve.
Pour un article plus général, voir Ligne Maginot.

## Organisation et unités

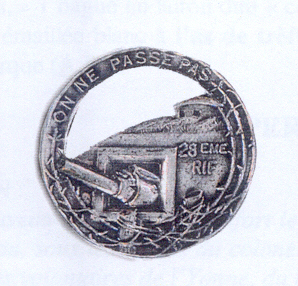
Insigne du 28e RIF.

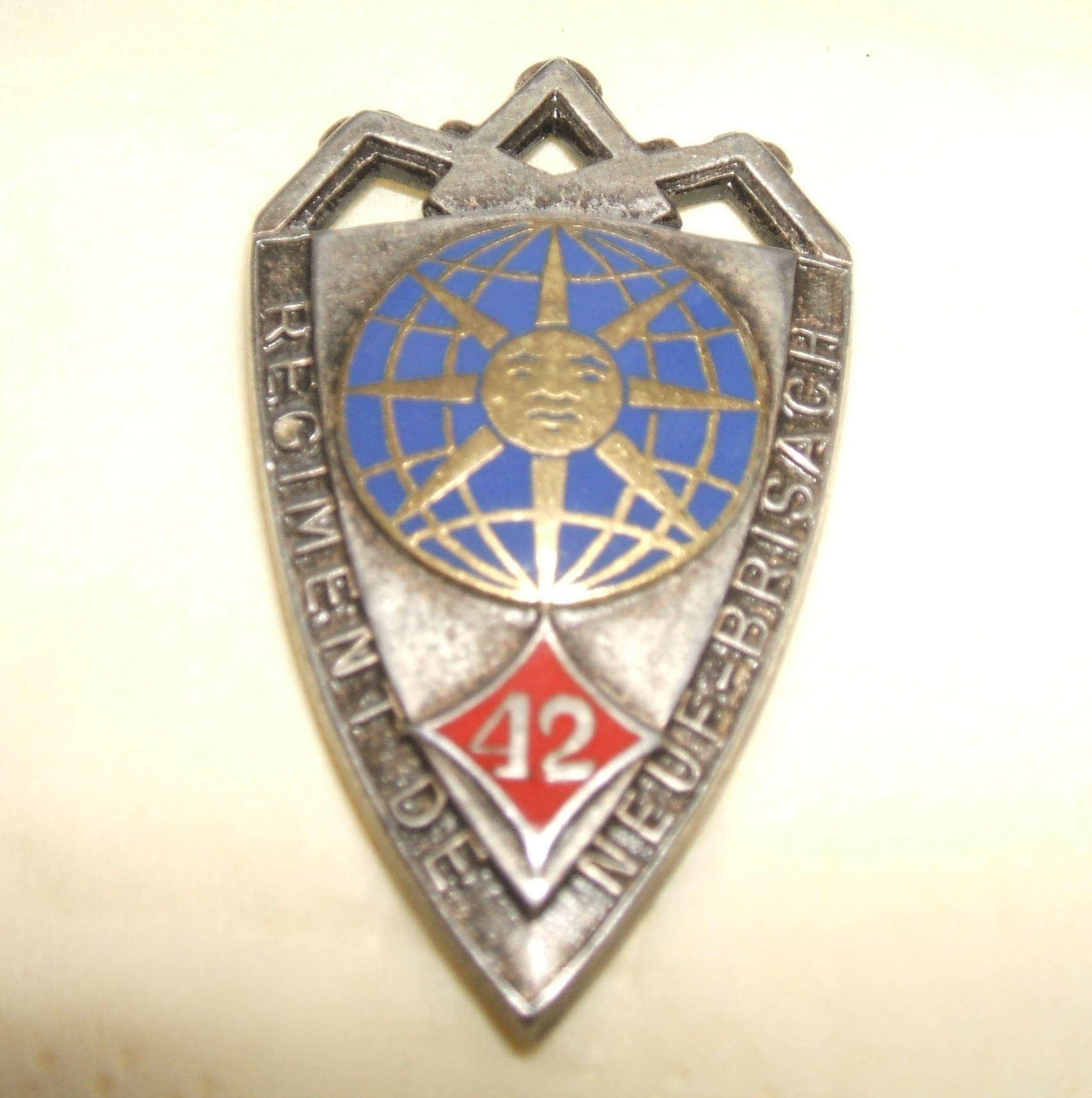
Insigne du 42e RIF.

D'abord sous commandement de la 7e région militaire (QG à Besançon) jusqu'à la déclaration de guerre, le secteur passe alors sous commandement de la 8e armée : il est sous l'autorité du 13e corps d'armée (qui coiffe aussi le secteur fortifié de Mulhouse), renforcé par la 54e division d'infanterie (de réserve, série B).
Le 16 mars 1940, le secteur fortifié change de nom, devenant la 104e division d'infanterie de forteresse (« division de Colmar »).
Le secteur est divisé en deux sous-secteurs fortifiés, avec les unités suivantes comme équipages des casemates ainsi que comme troupes d'intervalle stationnées entre ceux-ci après la mobilisation :
- sous-secteur d'Elsenheim, confié au 42e RIF (régiment d'infanterie de forteresse) ;
- sous-secteur de Dessenheim, confié au 28e RIF.

L'artillerie de soutien du secteur est composée d'une partie du 170e régiment d'artillerie de position (premier groupe : douze canons de 75 mm modèle 1897, quatre canons de 120 mm modèle 1878 de Bange, quatre canons de 155 mm L modèle 1877 de Bange et quatre canons de 155 mm C 1915 Saint-Chamond ; il s'appelait le premier groupe du 159e RAP avant le 29 août 1939).
À ces moyens se rajoutent le 242e RI de SF (régiment d'infanterie de secteur fortifié).

## Composants
Le franchissement du Rhin est interdit par la construction dès 1930 de deux lignes de défense, d'une part une première ligne de casemates CORF sur la berge de la rive gauche du fleuve (dite « ligne de la berge »), d'autre part une seconde ligne un peu plus en arrière, composée d'abris et de casemates (dite « ligne des abris »).
À partir de 1931, commence la construction d'une troisième ligne (dite « ligne des villages »), constituée elle aussi de casemates CORF.
Les lignes de casemates ne sont pas continue du nord au sud, certaines zones sont vides de défenses (forêt domaniale de Marckolsheim), d'autres ont une densité assez élevée (ponts de Marckolsheim et de Neuf-Brisach).
| Sous-secteurs                                                           | 1re ligne (ligne de la berge) | 2e ligne (ligne des abris)                                                                          | 3e ligne (ligne des villages) |
| ----------------------------------------------------------------------- | --- | --------------------------------------------------------------------------------------------------- | --- |
| Sous-secteur d'Elsenheim (1re CEO à Sundhouse, 2e CEO à Marckolsheim)   | Léopold 53/1 Schœnau Nord 52/1 Schœnau Centre 51/1 Schœnau Sud 50/1 Limbourg Nord 49/1 Limbourg Pont 46a/1 Limbourg Sud 46/1 Sponeck Nord 45/1 Sponeck Sud 41/1 Eiswasserkopf 40/1 | Schœnau Petit-Rhin 15/2 Limbourg-Ferme 16/2 Sponeck Auberge 18/2                                    | Ried 28/3 Espereinwald Nord 29/3 Espereinwald Sud 30/3 Nachweidt 30 bis/3 Saasenheim 31/3 Richtolsheim 32/3 Marckolsheim Nord 34/3 Marckolsheim Sud 35/3 Artzenheim Nord 36/3 Artzenheim Sud 37/3 Baltzenheim 38/3                                                                           |
| Sous-secteur de Dessenheim (3e CEO à Neuf-Brisach, 4e CEO à Fessenheim) | Fort-Mortier 32/1 Pont-de-Bateaux-de-Neuf-Brisach 31/1 Pont-Rail-de-Neuf-Brisach 30 bis/1 Pont-Rail-de-Neuf-Brisach Nord 30/1 Pont-Rail-de-Neuf-Brisach Sud 29/1 Ochsenkopf Nord 27/1 Ochsenkopf Sud 24/1 Geiswasser Nord 23/1 Geiswasser Sud 22/1 Nambsheim Rhin 21/1 Steinhubel 17/1 Grossgrun 16/1 | Cimetière-des-Juifs 21/2 La Sirène 23/2 Vogelgrün 24/2 Geiswasser-Village 25/2 Nambsheim-Digue 26/2 | Kunheim Nord 39/3 Kunheim Sud 40/3 Biesheim Nord 41/3 Biesheim Sud 42/3 Algolsheim Nord 44/3 Algosheim Sud 45/3 Nambsheim Nord 47/3 Balgau Sud 49/3 Fessenheim Nord 50/3 Fessenheim Sud 51/3 Chapelle-Sainte-Colombe 52/3 Blodelsheim Nord 53/3 Blodelsheim Centre 54/3 Blodelsheim Sud 55/3 |

Les casemates et abris le long du Rhin sont désignés avec deux nombres, le second désigne la ligne d'appartenance (1, 2 ou 3) tandis que le premier est le numéro, compté à partir de Chalampé vers le nord pour la 1re ligne, alors que les 2e et 3e lignes le sont à partir de Seltz vers le sud.

Casemate de Marckolsheim Sud (35-3)
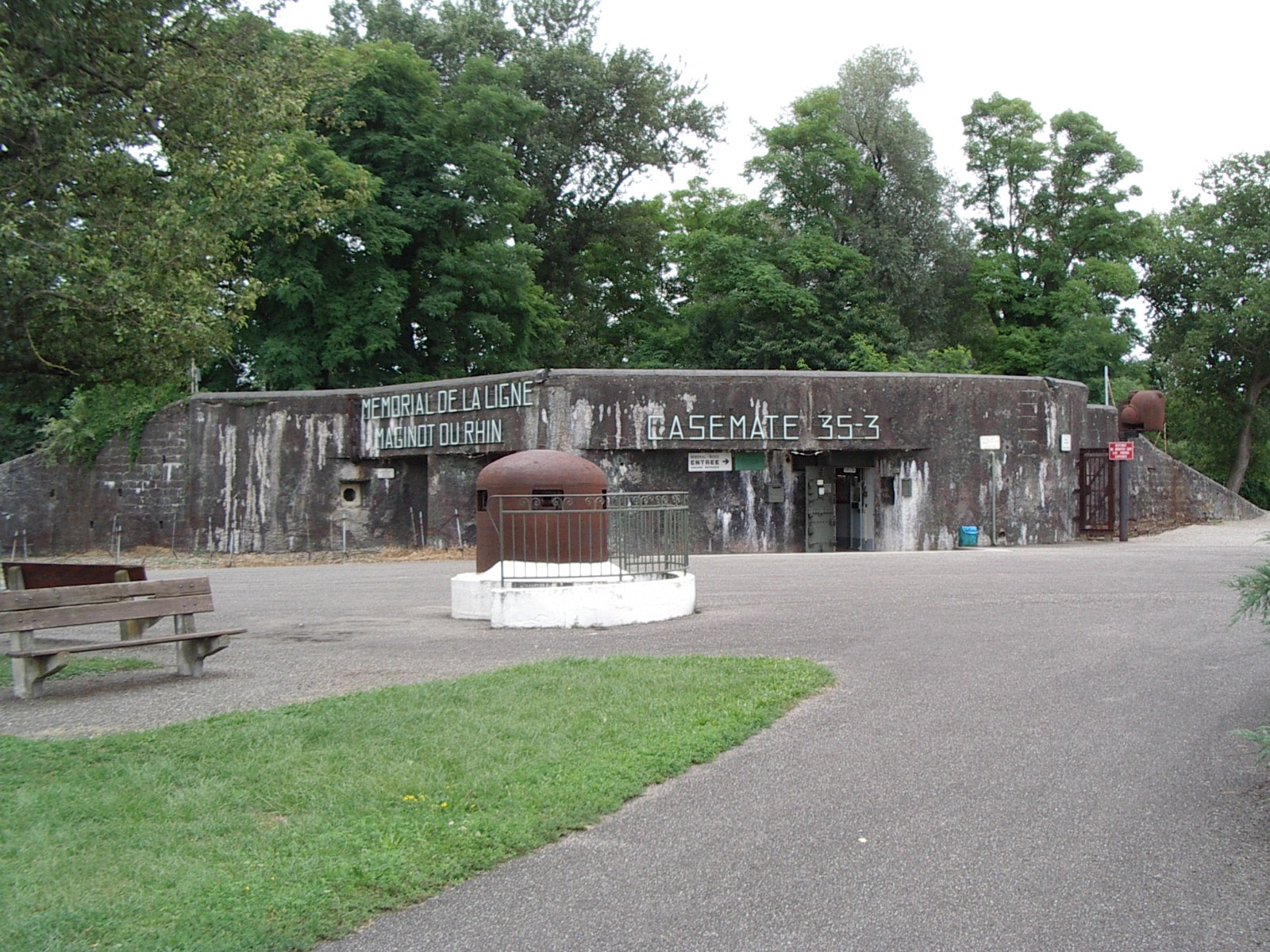
Casemate de Marckolsheim Sud (no 35/3).
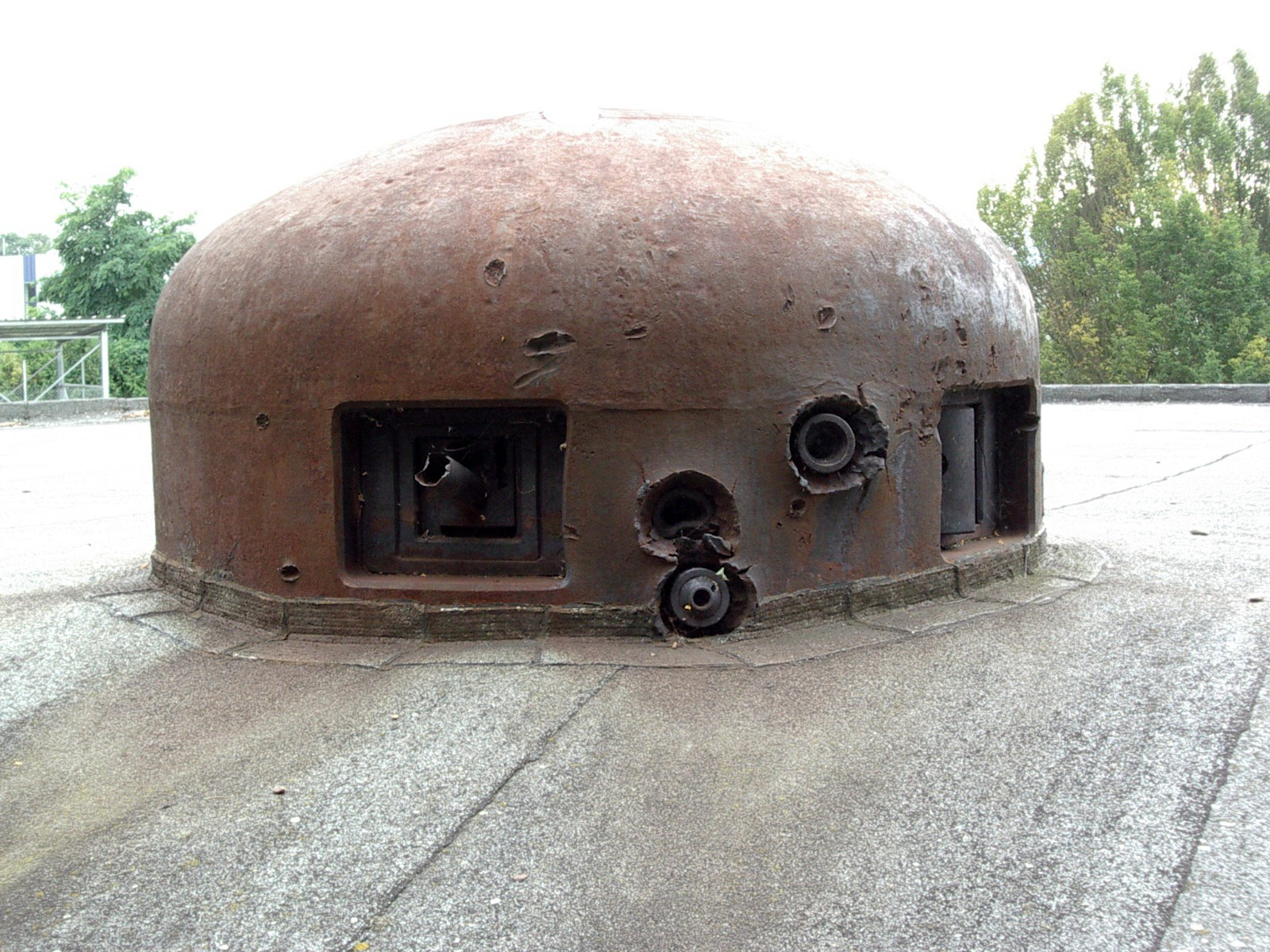
Cloche GFM marquée par des impacts (Casemate no 35/3).
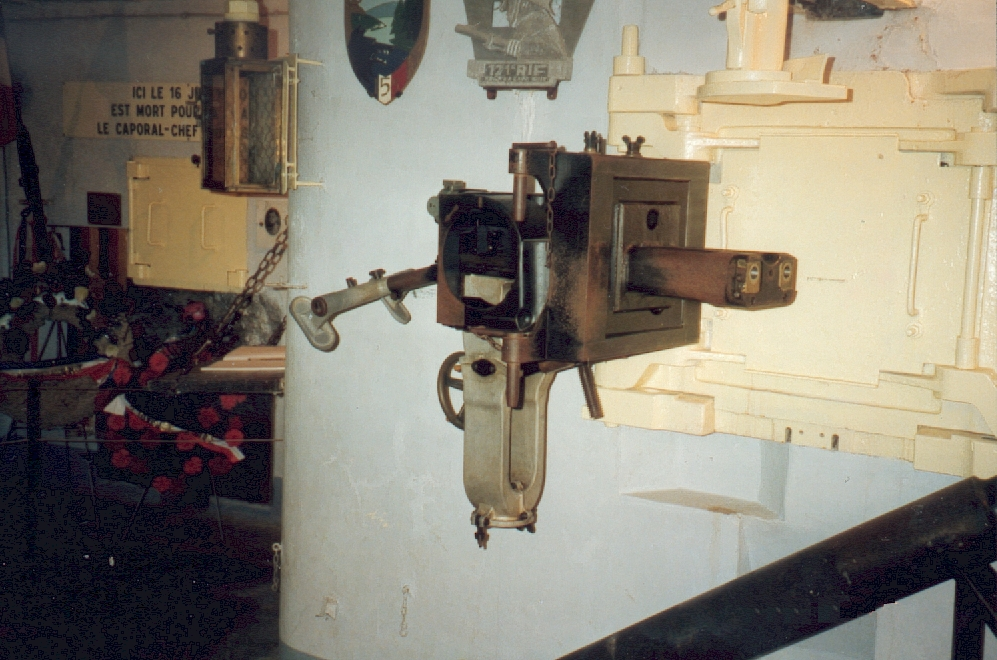
Un jumelage de mitrailleuses à côté de son créneau (Casemate no 35/3).
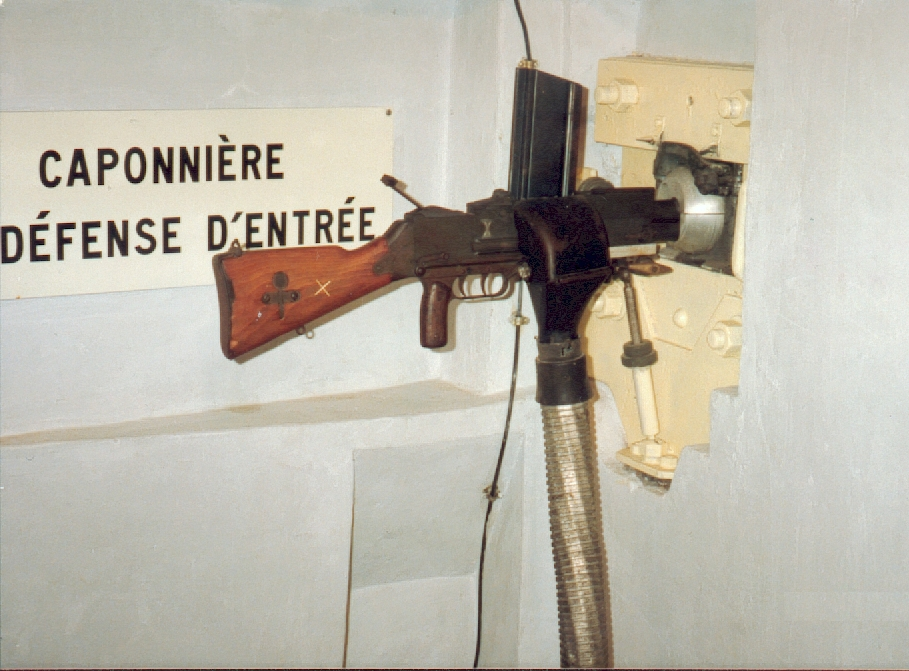
Un fusil-mitrailleur en position dans son créneau de tir (Casemate no 35/3).
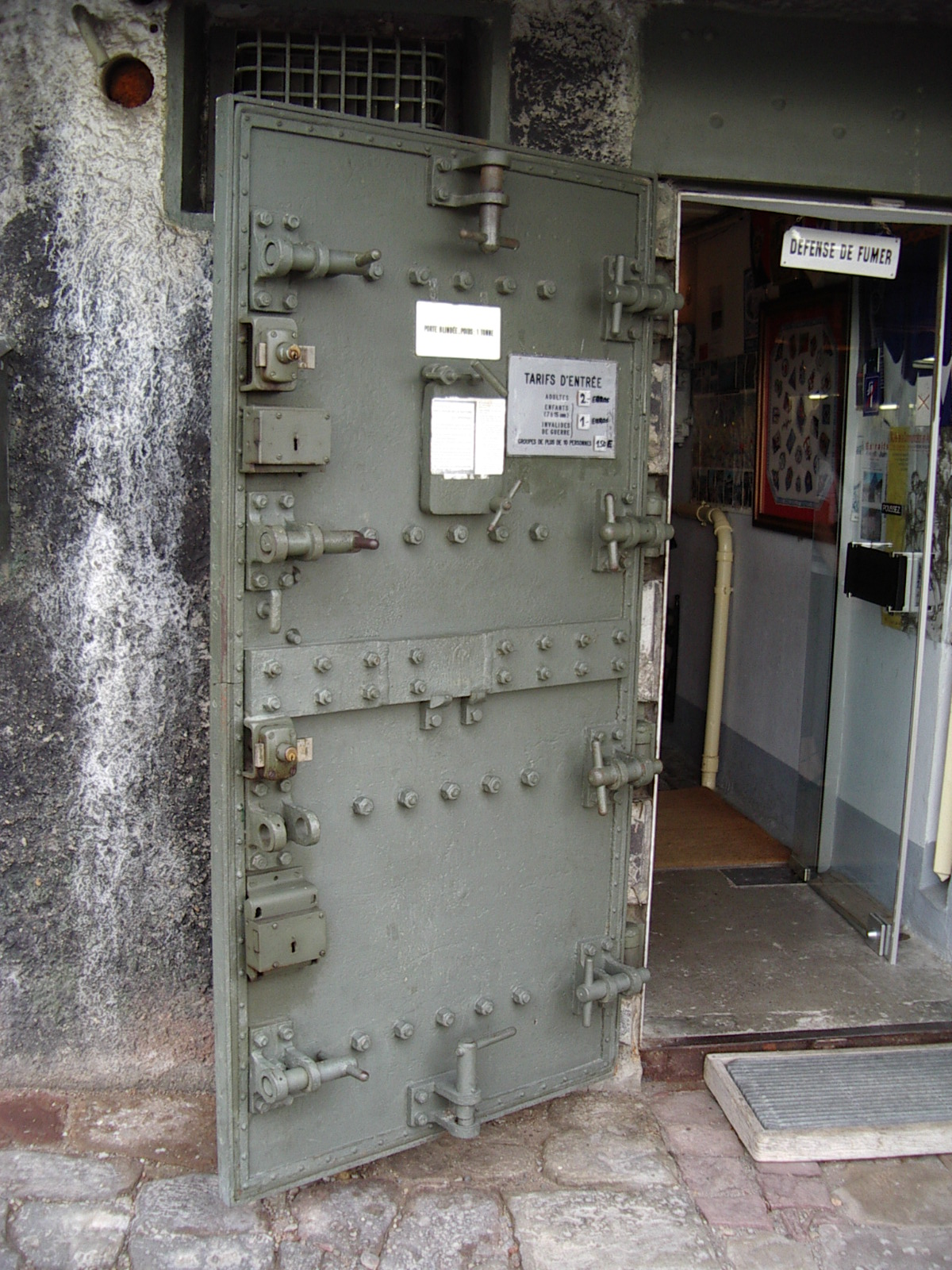
Porte blindée de la casemate (Casemate no 35/3).
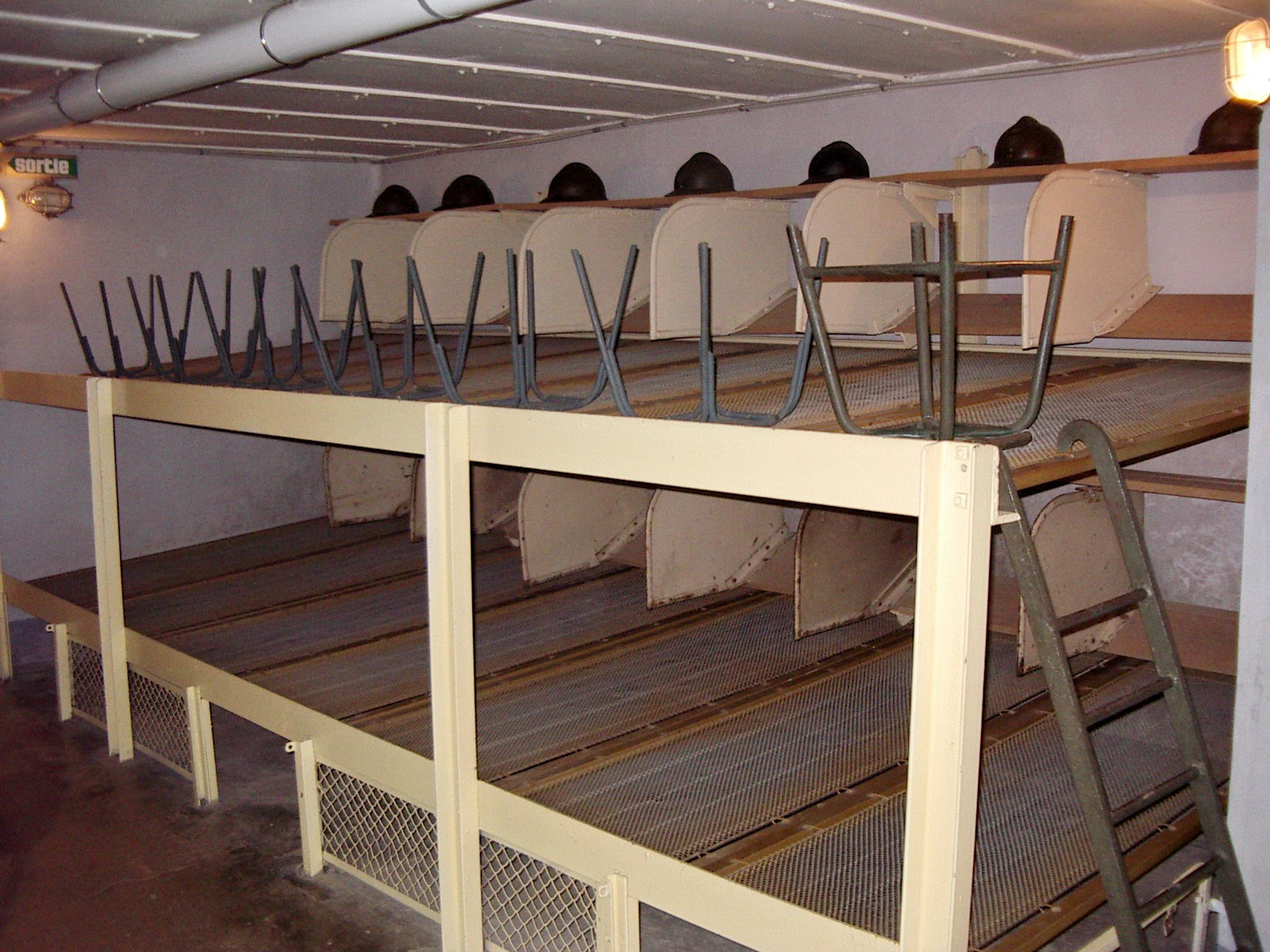
Chambrée pour l'équipage (Casemate no 35/3).
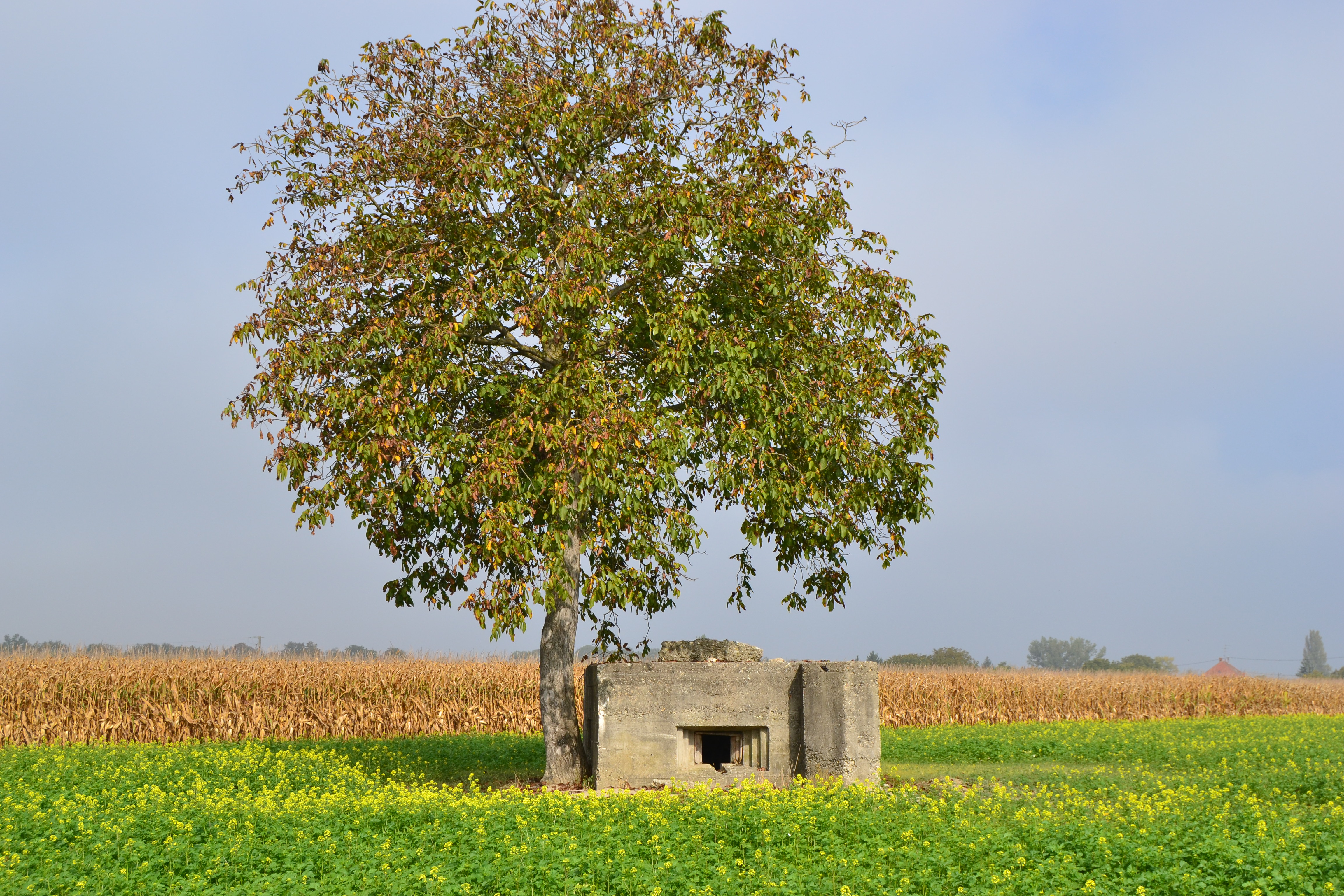
Blockhaus MOM à Geiswasser.